# Ulrich

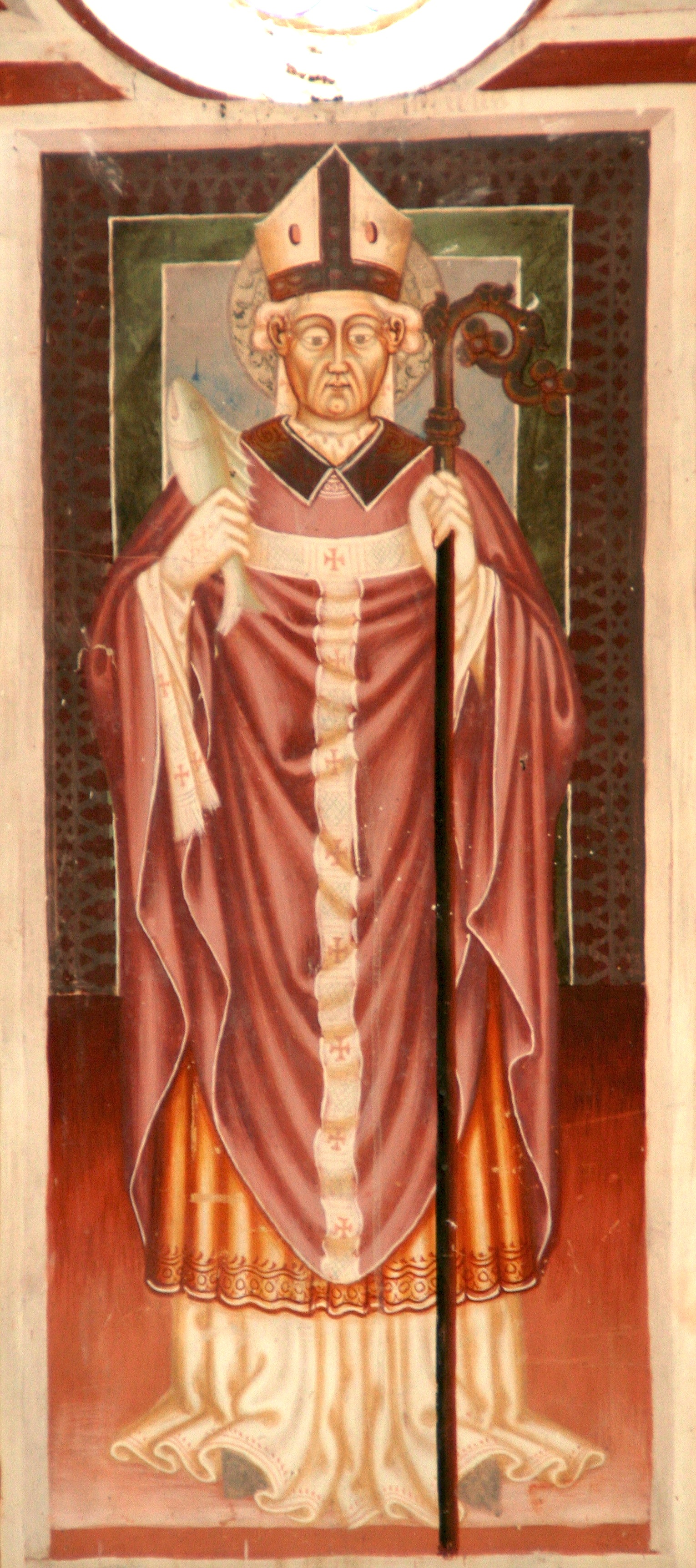
Ulrich von Augsburg, dargestellt in der Kapelle St. Agatha bei Disentis (um 1460)

Ulrich ist ein althochdeutscher männlicher Vorname, der schon im Mittelalter wegen des Heiligen Ulrich von Augsburg (890–973) bekannt war. Er tritt auch als Familienname auf.

## Bedeutung
Der Name Ulrich entstammt dem germanischen Personennamen Udalrich oder auch Uodalrich aus althochdeutsch ôd(al) (‚Erbgut‘) und rich (‚mächtig, Herrscher‘).

## Namenstag
4. Juli, Ulrichstag (St. Ulrich)

## Varianten
Männlich:
- Ullrich, Ulrik, Ulricus, Olerik, Odelrik (niederdeutsch), Ódor (ungarisch), Urh (slowenisch, sprich: ‚Urch‘), Odalrich, Oldřich (tschechisch), Ulryk (polnisch, früher auch Oldrzych/Ołdrzych), Udalricus, Udalrich, Huldreich, Hulderich, Ulrico (italienisch)

Weiblich:
- Ulrike

Kurzformen:
- Ulli, für beide Geschlechter
- Uli, Ueli (in der Schweiz gebräuchlich)
- Ulo
- Utz
- Ulle (saarländische Mundart)

Verwandt ist auch der Name Otto und seine Varianten.
Familiennamen:
Ulrich, Ullrich, Ulrichs, Ullrichs, Ullerich, Ulricher, Ulrici, Ullmann, Ulke, Utz, Utzmann, Ützle; Jedele, Jehle, Jehl (schwäbisch-alemannisch), Uller (fränkisch), Ulreich, Uhl* , Uhle* , Uhlig*, Uhlmann/Uhlemann*
* Diese Namen können in Einzelfällen (je nach Familienherkunft) auch vom norddeutschen Wort für ‚Eule‘ abstammen.

## Namensträger

### Einziger Name mit Herkunftsbezeichnung
- Ulrich (Oberstenfeld) (* um 985; † 1032), Kanzler am Hofe der Kaiser Heinrich und Konrad
- Ulrich von Adelberg († 1216), erster Propst des Klosters Adelberg
- Ulrich von Ahelfingen (1278–1339), Ellwanger Ministerialer
- Ulrich von Augsburg (890–973), St. Ulrich, Bischof von Augsburg, Heiliger
- Ulrich von Lupfen (auch: Ulrich de Luphun, Ulrich I. von Reichenau; † 1069), von 1048 bis 1069 Abt des Klosters Reichenau
- Ulrich von Bamberg (auch: Udalrich von Bamberg oder Udalricus Babenbergensis; † 1127), katholischer Geistlicher und Chronist in Bamberg
- Ulrich von Zollern († 1136), Abt des Klosters Reichenau (1135–1136)
- Ulrich von Heidegg (Ulrich IV. von Heidegg; † 1174), Abt des Klosters Reichenau (1159–1169)
- Ulrich I. († 1338), Abt in St. Blasien
- Ulrich I. von Chur († um 1024), Bischof von Chur
- Ulrich II. von Chur, von Tarasp († 1096), Bischof von Chur
- Ulrich III. von Chur († um 1199), Bischof von Chur
- Ulrich IV. von Chur († 1237), Bischof von Chur
- Ulrich von Dillingen († 1127), Bischof von Konstanz
- Ulrich von Dornum († 1536), ostfriesischer Adliger
- Ulrich I. von Dürrmenz († 1163), Reichskanzler unter Barbarossa, Bischof von Speyer
- Ulrich II.(† 1249), Graf von Pfannberg, Landrichter der Steiermark und Vogt von St. Paul
- Ulrich II. († 1308), Graf von Heunburg
- Ulrich II. († 1341), Graf von Beilstein
- Ulrich II. (1406–1456), gefürsteter Graf von Cilli
- Ulrich III. (Ortenburg) (1532–1586), bayerischer Adeliger
- Ulrich IV. (um 1260 – nach 1318), Graf von Pfannberg
- Ulrich V. (1287–1354), Graf von Pfannberg
- Udalrich von Einsiedeln (um 1000), Benediktinermönch
- Ulrich von Eppenstein (1055–1121), Abt von St. Gallen
- Ulrich I. († 1300), Adliger des Hauses Falkenstein
- Ulrich von Gutenburg (13. Jh.), Minnesänger
- Ulrich von Hutten (1488–1523), Reichsritter und Humanist
- Ulrich von Jungingen († 1410), Ritter des Deutschen Ordens
- Ulrich von Kaisheim († 1165), Abt von Kaisheim
- Ulrich von Liechtenstein († 1275), Minnesänger und Dichter
- Ulrich von Minden († 1097), von 1089 bis 1097 vom Papst bestätigter Bischof von Minden
- Ulrich I. von Neuhaus (vor 1254–nach 1282), böhmischer königlicher Unterkämmerer
- Ulrich II. von Neuhaus († vor 1312), böhmischer Adliger, Unterkämmerer von Mähren
- Ulrich III. von Neuhaus (1299–1349), böhmischer Adliger
- Ulrich IV. von Neuhaus († nach 1383), böhmischer Adliger
- Ulrich V. von Neuhaus († 1421), Münzmeister von Böhmen
- Ulrich von Obermarchtal († 1187), Propst in Obermarchtal
- Ulrich I. von Passau († 1121), Bischof von Passau
- Ulrich von Pottenstein (≈1360–≈1417), österreichischer Geistlicher und Schriftsteller
- Ulrich II. von Radefeld († 1409), Bischof von Naumburg
- Ulrich I. von Rechberg († um 1206), Marschall des Herzogs Philipp von Schwaben
- Ulrich von Regenstein (Abt) (1564–1578), Abt des Klosters Michaelstein bei Blankenburg
- Ulrich VII. (Regenstein) († 1410), Regent der Grafschaft Regenstein im Harz
- Ulrich VIII. (Regenstein) († 1489), Regent der Grafschaft Regenstein und der Herrschaft Blankenburg
- Ulrich IX. (Regenstein) († 1524), Regent der Grafschaften Regenstein und Blankenburg
- Ulrich X. (Regenstein) (1499–1551), Regent der Grafschaften Regenstein und Blankenburg
- Ulrich I. von Rosenberg († 1390), Regent des böhmischen Hauses Rosenberg
- Ulrich II. von Rosenberg (1403–1462), Landeshauptmann und Statthalter von Böhmen
- Ulrich III. von Rosenberg (1471–1513), böhmischer Adliger
- Ulrich von Seckau († 1265), Erzbischof von Salzburg
- Ulrich von Singenberg (13. Jahrhundert), mittelhochdeutscher Dichter
- Ulrich von Straßburg, auch Ulrich Engelbrecht/Engelberti († 1277), dominikanischer Theologe
- Ulrich von Steinfeld († 1170), Propst des Prämonstratenserklosters Steinfeld/Eifel
- Ulrich von Türheim (12.–13. Jahrhundert), Dichter des Mittelalters
- Ulrich von dem Türlin († 1269), mittelhochdeutscher Epiker
- Ulrich von Ursberg († 1136), Propst in Ursberg
- Ulrich I. von Wettin (* um 1170; † 1206), Graf von Wettin
- Ulrich von Winterstetten, von Schmalegg/Schmalegg-Winterstetten (13. Jahrhundert), Geistlicher und Dichter
- Ulrich I. Wulp, von 1377 bis 1382 beziehungsweise 1384 Propst des Klosterstifts Berchtesgaden
- Ulrich von Zatzikhoven (12.–13. Jahrhundert), mittelhochdeutscher Verfasser eines Artusromans
- Ulrich von Zell († 1093), Cluniazensermönch und Klostergründer

### Herrschername
- Ulrich von Württemberg († 1348), Graf von Württemberg und Domherr in Speyer, sowie Propst dreier Stifte
- Ulrich von Württemberg, Eitel Heinrich (1487–1550), Herzog von Württemberg
- Friedrich Ulrich (1591–1634), Herzog von Braunschweig-Wolfenbüttel
- Ulrich (1617–1671), Herzog von Württemberg-Neuenbürg

### Vorname
- Ulrich Beck (1944–2015), deutscher Soziologe
- Ulrich Berkes (1936–2022), deutscher Dichter und Schriftsteller
- Ulrich Boom (* 1947), römisch-katholischer Weihbischof
- Ulrich Bräker, Der arme Mann im Tockenburg, Näppis-Ueli (1735–1798), Schweizer Schriftsteller
- Ulrich Daldrup (* 1947), deutscher Wissenschaftler, Politiker (CDU) und Bürgermeister von Aachen
- Ulrich Deppendorf (* 1950), deutscher Journalist und Fernsehmoderator
- Ulrich Duchrow (* 1935), deutscher evangelischer Theologe und Sozialethiker
- Ulrich Edel (* 1947), deutscher Fernseh- und Film-Regisseur, siehe Uli Edel
- Ulrich Ensinger, Ulrich von Ensingen, Ulricus Fissingen de Ulme († 1419), Baumeister der süddeutschen Gotik
- Ulrich Getsch (* 1949), Bürgermeister von Cuxhaven
- Ulrich Goll (* 1950), deutscher Politiker (FDP), Landesminister
- Ulrich Haß (1942–2024), deutscher Schauspieler
- Ulrich Hirtzbruch (* 1958), deutscher Kirchenmusiker und Hochschullehrer
- Ulrich Hochschild (* 1949), deutscher Diplomat
- Ulrich Holbein (* 1953), deutscher Schriftsteller
- Ulrich von Hutten (1488–1523), deutscher Dichter und Humanist
- Ulrich Im Hof (1917–2001), Schweizer Historiker
- Ullrich Kemmer (* 1959), deutscher Landwirt und Politiker
- Ulrich Keppler, (* 1944), deutscher Brigadegeneral
- Ulrich Kienzle (1936–2020), deutscher Journalist
- Ulrich Kirchhoff (1935–2011), deutscher Jurist und Verbandsfunktionär
- Ulrich Kirchhoff (* 1967), deutscher Springreiter, Olympiasieger
- Ulrich Korn (1941–2020), deutscher Ingenieur und Hochschullehrer
- Ulrich Lange (* 1943), deutscher Historiker und Hochschullehrer
- Ulrich Lange (* 1969), deutscher Jurist und Politiker
- Ulrich Langer (* 1952), deutscher Mathematiker und Hochschullehrer
- Ulrich Laufs (* 1969), deutscher Kardiologe und Hochschullehrer
- Ulrich Lehner (* 1946), deutscher Manager
- Ulrich Lenz (* 1970), deutscher Theater- und Musikwissenschaftler, Dramaturg und Intendant
- Ulrich Lins (* 1943), deutscher Historiker
- Ulrich Magin (* 1962), deutscher Schriftsteller
- Ulrich de Maizière (1912–2006), deutscher General und Generalinspekteur der Bundeswehr
- Ulrich Maag (1910–1934), Schweizer Automobilrennfahrer
- Ulrich Majer (* 1942), deutscher Philosoph
- Ulrich Manitz (* 1972), deutscher Journalist und Medienmanager
- Ulrich Matthes (* 1959), deutscher Schauspieler
- Ulrich Meyer (* 1955), deutscher Journalist
- Ulrich Mühe (1953–2007), deutscher Schauspieler
- Ulrich Neuhaus (1910–1965), deutscher Agrarwissenschaftler und Hochschullehrer
- Ulrich Neymeyr (* 1957), römisch-katholischer Bischof
- Ulrich Noethen  (* 1959), deutscher Schauspieler
- Ulrich Noll (1946–2011), deutscher Politiker (FDP)
- Ulrich Oevermann (1940–2021), deutscher Soziologe
- Ulrich Oevermann (* 1956), deutscher Fußballspieler
- Ulrich Papenkort (* 1956), deutscher Erziehungswissenschaftler
- Ulrich Pleitgen (1942–2018), deutscher Schauspieler
- Ulrich Plenzdorf (1934–2007), deutscher Schriftsteller
- Ulrich Potofski (1952–2025), deutscher Sportmoderator, siehe Ulli Potofski
- Ulrich Ramé (* 1972), französischer Fußballspieler und -trainer
- Ulrich Riegel (* 1966), deutscher katholischer Theologe und Hochschullehrer
- Ulrich Ritter (* 1963), deutscher Maskenbildner
- Ulrich Rosenfeld (1930–2023), deutscher Geologe und Hochschullehrer
- Ulrich Roski (1944–2003), deutscher Liedermacher
- Ulrich Schulze (* 1947), deutscher Fußballtorhüter und -trainer
- Ulrich Schulze (* 1950), deutscher Schachspieler
- Ulrich Schumacher (* 1958), deutscher Wirtschaftsmanager (Infineon AG)
- Ulrich von Schwerin (≈1500–≈1575), deutscher Großhofmeister im Herzogtum Pommern-Wolgast
- Ulrich von Schwerin (1864–1930), deutscher Jurist und Diplomat
- Ulrich von Schwerin  (* 1980), deutscher Historiker und Journalist
- Ulrich Seidl (* 1952), österreichischer Filmregisseur, Drehbuchautor und Filmproduzent
- Ulrich Stein (* 1954), deutscher Rechtswissenschaftler und Hochschullehrer
- Ulrich Stein (* 1955), deutscher Regisseur, Drehbuchautor, Filmproduzent und Filmeditor
- Ulrich Steinmann (1906–1983), deutscher Volkskundler und Museumsleiter
- Ulrich Steinmann (* 1944), deutscher Spion
- Ulrich Thomsen (* 1963), dänischer Schauspieler
- Ulrich Tilgner (* 1948), deutscher Journalist und Autor
- Ulrich Tukur (* 1957), deutscher Schauspieler
- Ulrich Volk (* 1953), deutscher Rechtsanwalt und TV-Darsteller
- Ulrich Wegener (1929–2017), deutscher Polizeioffizier
- Ulrich Wehling (* 1952), deutscher Skisportler
- Ulrich Wickert (* 1942), deutscher Journalist
- Ulrich Wildgruber (1937–1999), deutscher Schauspieler
- Ulrich Zwingli (1484–1531), Schweizer Reformator, siehe Huldrych Zwingli

### Familienname

#### A
- Abraham Ulrich (1526–1577), deutscher evangelischer Theologe
- Adolf Ulrich (Landrat) (1829–1911), preußischer Landrat des Kreises Saarbrücken
- Adolf Ulrich (1860–1889), deutscher Historiker und erster hauptamtlicher Archivar in Hannover
- Albert Ulrich (1916–nach 1990), deutscher Agrarwissenschaftler und Heimatforscher
- Alexander Ulrich (* 1971), deutscher Politiker (Die Linke)
- Alfred Ulrich (1913–1991), deutscher Ornithologe
- Alina Aleksandrowicz-Ulrich (1931–2025), polnische Literaturhistorikerin
- Andreas Ulrich (* 1960), deutscher Journalist
- Anne Ulrich (* 1966), deutsche Chemikerin
- Anton Ludwig Ulrich (1751–1834), deutscher Unternehmer der Montanindustrie
- Armin Ulrich (* 1966), deutscher Theater- und Fernsehregisseur
- Arthur Ulrich (1882–1958), deutscher Jurist, Syndicus der Handelskammer Bremen
- August Leopold Ulrich (1791–1859), deutscher Arzt
- Axel Ulrich (* 1951), deutscher Politikwissenschaftler und Archivar

#### B
- Boas Ulrich (Goldschmied) (1550–1623 oder 1624), deutscher Goldschmiedemeister in Augsburg
- Boas Ulrich der Ältere (Boas Ulrich I; Boas Ulrich, the Elder; 1648–1695), deutscher Formschneider, Briefmaler und Verleger
- Boas Ulrich der Jüngere (Boas Ulrich der Jüngere; Boas Ulrich II; um 1644 oder um 1650–1710), deutscher Verleger, Formschneider und Briefmaler in Augsburg
- Bernd Ulrich (Mathematiker), deutscher Mathematiker und Hochschullehrer
- Bernd Ulrich (Historiker) (1956–2024), deutscher Historiker und Publizist
- Bernd Ulrich (* 1960), deutscher Journalist; seit 2003 Stellvertretender Chefredakteur der Zeit
- Bernhard Ulrich (Forstwissenschaftler) (1926–2015), deutscher Forstwissenschaftler und Ökosystemforscher
- Bernhard Ulrich (Schauspieler) (* 1967), deutscher Schauspieler
- Betsy Meyer-Ulrich (1802–1856), Schweizer Briefeschreiberin
- Brian Ulrich (* 1971), US-amerikanischer Fotograf

#### C
- Carl Ulrich (1853–1933), deutscher Politiker (SPD)
- Carl Ulrich (Tagsatzungsgesandter), Schweizer Politiker, Tagsatzungsgesandter
- Caspar Ignaz Ulrich (1788–1863), deutscher Jurist und preußischer Abgeordneter
- Charles Frederic Ulrich (1858–1908), amerikanisch-deutscher Maler
- Christian Ulrich (1836–1909), österreichisch-ungarischer Architekt
- Christian Ulrich (Landrat) (1894–1969), deutscher Landrat und Bürgermeister
- Christin Ulrich (* 1990), deutsche Gewichtheberin
- Christoph Ulrich (* 1972), Schweizer Autorennfahrer
- Christoph Ulrich (Jurist) (* 1968), deutscher Jurist
- Cornelia Ulrich (* 1967), deutsche Onkologin und Hochschullehrerin
- Curt von Ulrich (1876–1946), deutscher Politiker (NSDAP)

#### D
- Dario Ulrich (* 1998), Schweizer Fußballspieler
- David Ulrich (1797–1844), Schweizer Jurist
- Dieter Ulrich (* 1958), Schweizer Musiker und Kunsthistoriker
- Dirk Ulrich (* 1954), deutscher Fußballtorwart

#### E
- Eduard Ulrich (Politiker, 1813) (1813–1881), deutscher Jurist und Politiker, MdL Mähren
- Eduard Ulrich (Politiker, II), deutscher Politiker, MdL Sachsen
- Edward Oscar Ulrich (1857–1944), US-amerikanischer Pälantologe
- Egbert Ulrich (* 1962), deutscher Politiker
- Einer Ulrich (1896–?), dänischer Tennisspieler
- Elke Ulrich (1940–2017), deutsche Malerin und Grafikerin
- Emil Sparre-Ulrich (* 1970), dänischer Regisseur
- Erich Ulrich (1928–1981), Schweizer Architekt
- Erika Ulrich (* 1943), Schweizer Bogenschützin
- Ernst Ulrich (Manager) (1884–nach 1957), deutscher Fischereiwirtschaftsmanager
- Ernst Ulrich (Unternehmer) (1926–2023), Schweizer Unternehmer und Firmengründer
- Ernst-August Ulrich (* 1929), deutscher Maler und Grafiker
- Erwin Ulrich (* 1930), deutscher Ingenieur, Theaterbühnen- und Stiftungsgründer
- Eugene Ulrich (* 1938), US-amerikanischer Theologe, Hebraist und Hochschullehrer

#### F
- Ferdinand Ulrich (1931–2020), deutscher Philosoph
- Ferdinand Ulrich (Typograf) (* 1987), deutscher Typograf und Schriftforscher
- Fernando Ulrich (* 1952), portugiesischer Bankmanager
- Frank Ulrich, deutscher Heavy-Metal-Schlagzeuger
- Franz Ulrich (Jurist) (1844–1914), Präsident der Eisenbahndirektion Kassel, Ehrenbürger von Hersfeld
- Franz Ulrich (Intendant), deutscher Theaterintendant (Nationaltheaters Weimar, Schauspielhaus Berlin)
- Franz Ulrich (Politiker) (1893–?), Stadtverordneter in Frankfurt am Main (SPD) und Widerstandskämpfer
- Franz Ulrich (Maler) (1928–2013), deutscher Maler
- Franz Heinrich Ulrich (1910–1987), deutscher Bankmanager
- Friedrich Ulrich (Maler) (1901–1964), deutscher Maler, Grafiker und Möbeldesigner
- Friedrich-Wilhelm Ulrich (* 1953), deutscher Ruderer
- Fritz Ulrich (Politiker) (Friedrich Ulrich; 1888–1969), deutscher Journalist und Politiker (SPD), MdR
- Fritz Ulrich (Kunstschmied) (1924–1975), deutscher Kunstschmied
- Fritz Eckhard Ulrich (1935–1992), deutscher Internist, Endokrinologe und Dichter

#### G
- Georg Heinrich Friedrich Ulrich (1830–1900), deutsch-australischer Geologe und Mineraloge
- Georg Karl Justus Ulrich (1798–1879), deutscher Mathematiker, Mathematikprofessor in Göttingen
- Georges-Simon Ulrich (* 1977), Schweizer Statistiker
- Gerald Ulrich (* 1943), deutscher Neurologe und Psychiater
- Gerhard Ulrich (Zeichner) (1903–1988), deutscher Zeichner, Illustrator und Autor
- Gerhard Ulrich (* 1951), deutscher evangelischer Bischof
- Glenn F. Ulrich, US-amerikanischer Fischereibiologe
- Götz Ulrich (* 1969), deutscher Politiker (CDU) und Landrat des Burgenlandkreises
- Günter Ulrich (* 1949), deutscher Soziologe
- Günther Ulrich (1913–1985), deutscher Ingenieur und Hochschullehrer
- Gustav Ulrich (Denkmalpfleger) (1880–1971), deutscher Architekt, Baubeamter und Denkmalpfleger
- Gustav Ulrich (Politiker) (1882–1953), deutscher Richter und Politiker (CDU)

#### H
- Hans Ulrich (Kaufmann) (1872–1955), deutscher Weinkaufmann
- Hans Ulrich (Schauspieler) (1903–1993), deutscher Schauspieler
- Hans Ulrich (Politiker) (1914–nach 1976), deutscher Politiker (NDPD)
- Hans Ulrich (Wirtschaftswissenschaftler) (1919–1997), Schweizer Wirtschaftswissenschaftler
- Hans Ulrich (Biologe) (* 1934), deutscher Entomologe
- Hans Caspar Ulrich (1880–1950), Schweizer Maler
- Hans Günter Ulrich (* 1942), deutscher Theologe
- Hans-Herbert Ulrich (1886–1971), deutscher Schriftsteller und Filmproduzent
- Hans W. Ulrich (1898–1979), deutscher Schauspieler, Schriftsteller und Journalist
- Hedy Fürer-Ulrich (* 1957), Schweizer Politikerin (SVP) und Kantonsrätin
- Heike Ulrich (* 1963), deutsche Schauspielerin
- Heinrich Ulrich (Politiker) (1871–1943), österreichischer Politiker (SdP), Abgeordneter zum Nationalrat
- Heinrich Ulrich (Glockengießer) (1876–1924), deutscher Glockengießermeister
- Heinrich Ulrich von Trenkheim (1847–1914), österreichischer Generalmajor und Schriftsteller
- Heinrich-Hermann Ulrich (1914–1983), deutscher Theologe und Direktor im Diakonischen Werk
- Heinz Ulrich (Schriftsteller) (1912–??), deutscher Schriftsteller
- Heinz Ulrich (Schauspieler) (Heinz Ulrich Gaede; 1917–1973), deutscher Schauspieler
- Heinz Ulrich (Heimatforscher) (1954–2014), deutscher Heimatforscher
- Helle Ulrich (* 1969), deutsche Biochemikerin
- Helmut Ulrich (Tischtennisspieler) (1913–1970), deutscher Tischtennisspieler
- Helmut Ulrich (Autor) (* 1942), deutscher Autor
- Helmut Ulrich (Maler) (* 1956), deutscher Maler und Bildhauer
- Herbert Ulrich (Eishockeyspieler) (1921–2002), österreichischer Eishockeyspieler
- Herbert Ulrich (Schauspieler) (* 1971), deutscher Schauspieler
- Herbert M. Ulrich, österreichischer Textilchemiker und Fachautor
- Hermann Ulrich (1896–1945), deutscher Schriftsteller und Übersetzer
- Holde-Barbara Ulrich (* 1940), deutsche Journalistin und Autorin
- Hubert Ulrich (* 1957), deutscher Politiker (B’90/Grüne)
- Hugo Ulrich (1827–1872), deutscher romantischer Komponist, Musiklehrer und Arrangeur

#### J
- Jakob Ulrich (1856–1906), Schweizer Romanist
- Jayden Ulrich (* 2002), US-amerikanische Leichtathletin
- Jennifer Ulrich (* 1984), deutsche Schauspielerin
- Jens Ulrich (Archäologe), deutscher Archäologe
- Jens Ulrich (Komponist) (* 1974), deutscher Komponist
- Jing Ulrich (* 1967), chinesische Managerin
- Joachim Ulrich (1897–1983), deutscher Zeitungsverleger
- Jochen Ulrich (1944–2012), deutscher Choreograf und Tänzer
- Johann August Heinrich Ulrich (1746–1813), deutscher Philosoph
- Johann Caspar Ulrich (1705–1768), Schweizer Pfarrer
- Johann Heinrich Ulrich (1665–1730), Schweizer Pfarrer und Theologe
- Johann Jacob Ulrich (Maler, 1610) (1610–1680), Schweizer Maler
- Johann Jacob Ulrich (Theologe, 1683) (1683–1731), Schweizer Theologe
- Johann Jacob Ulrich (Theologe, 1714) (1714–1788), Schweizer Theologe
- Johann Jakob Ulrich (Theologe, 1569) (1569–1638), Schweizer Geistlicher und Hochschullehrer
- Johann Jakob Ulrich (Theologe, 1602) (1602–1668), Schweizer Theologe und Antistes
- Johann Jakob Ulrich (Verleger) (1769–1840), Schweizer Verleger und Landschreiber
- Johann Jakob Ulrich (Maler, 1798) (1798–1877), Schweizer Maler
- Johann Michael Ulrich (1782–1843), deutscher Gutsbesitzer und Politiker
- Johann Rudolf Ulrich (1728–1795), Schweizer Geistlicher und Hochschullehrer
- Johannes Ulrich (1925–2015), deutscher Meereskundler
- Jörg Ulrich (* 1960), deutscher Theologe, Professor für Kirchengeschichte
- Jørgen Ulrich (* 1935), dänischer Tennisspieler
- Josef Ulrich (Maler, 1815) (auch Josef Ullrich; 1815–1867), böhmischer Maler
- Josef Ulrich (Mediziner) (1843–1906), österreichischer Militärmediziner
- Josef Ulrich (Maler, 1857) (1857–1930), tschechischer Maler, Zeichner und Illustrator
- Josef Ulrich (Verwaltungsjurist) (1894–1971), deutscher Verwaltungsjurist
- Josef Ulrich (Politiker, I), deutscher Politiker (CDU)
- Josef Ulrich (Politiker, 1916) (1916–2007), Schweizer Politiker (CVP)
- Josef Ulrich-Ziegler (1914–1971), Schweizer Ingenieur und Geometer
- Julius Ulrich (1833–1914), deutscher Bauunternehmer und Firmengründer
- Jürg Ulrich (1930–2017), Schweizer Neuropathologe und Historiker
- Jürgen Ulrich (1939–2007), deutscher Komponist und Hochschullehrer
- Justus Ulrich (1835–1900), Brauereibesitzer und Mitglied des Deutschen Reichstags

#### K
- Karl Ulrich (Unternehmer) (1876–1960), deutscher Fabrikant und Fachautor
- Karl Ulrich (Politiker) (1883–1962), saarländischer Politiker (KPD)
- Karl Ulrich (Bildhauer) (1888–1969), deutscher Bildhauer und Architekt
- Karl Ulrich (Manager) (* 1962), deutscher Unternehmensberater und Wirtschaftsmanager
- Karl August Ulrich (1776–1826), preußischer Domänenpächter
- Karl Friedrich Ulrich, deutscher Glockengießer, siehe Glockengießerei in Apolda
- Konrad Ulrich (1887–1945), Schweizer HNO-Arzt und Hochschullehrer
- Kurt Ulrich (1905–1967), deutscher Filmproduzent
- Kurt Ulrich (Schauspieler) (* 1926), deutscher Schauspieler und Regisseur

#### L
- Lars Ulrich (* 1963), dänisch-US-amerikanischer Schlagzeuger
- Laurel Thatcher Ulrich (* 1938), US-amerikanische Historikerin
- Laurent Ulrich (* 1951), französischer Geistlicher, Erzbischof von Paris
- Laurin Ulrich (* 2005), deutscher Fußballspieler
- Ludwig Ulrich (1896–1980), deutscher Landwirt und Politiker (BCSV, CDU), MdL Baden

#### M
- Manfred Ulrich (* 1949), deutscher Volkssänger
- Manuel Ulrich (* 1986), deutscher Koch
- Marcel Ulrich (1880–1933), französischer Ingenieur und Politiker
- Marek Ulrich (* 1997), deutscher Schwimmsportler
- Maria Ulrich (1894–1967), schweizerische Autorin
- Marina Ulrich (* 1997), österreichische Politikerin (ÖVP)
- Martin Ulrich (Eishockeyspieler) (* 1969), österreichischer Eishockeyspieler und -trainer
- Martin Ulrich (* 1975), Schweizer Musiker, siehe Martin O.
- Martin Ulrich (Kanute) (* 1985), deutscher Kanute
- Marvin Ulrich (* 1990), deutscher Radio-Moderator
- Matthias Ulrich (1950–2024), deutscher Schriftsteller
- Max Ulrich (1883–1949), deutscher Ingenieur und Hochschullehrer
- Melchior Ulrich (1802–1893), schweizerischer Alpinist und Theologe
- Michel Ulrich (* 2000), deutscher Fußballspieler

#### O
- Oskar Ulrich (Bauingenieur) (1845–1902), deutscher Eisenbahn-Bauingenieur und Regierungsbaurat
- Oskar Ulrich (1862–1946), deutscher Gymnasiallehrer, Heimatkundler und Autor
- Otto Ulrich (* 1942), deutscher Ingenieur, Politikwissenschaftler, Spieleentwickler und Publizist

#### P
- Patrick Ulrich (* 1982/1983), deutscher Betriebswirt und Hochschullehrer
- Paul Ulrich (Architekt) (1856–1935), Schweizer Architekt und Herausgeber
- Paul Ulrich (Heimatforscher) (?–1957), deutscher Lehrer und Heimatforscher
- Paul Ulrich (Künstler) (* 1921), Schweizer Bildhauer, Glasmaler und Chemiker
- Paul G. Ulrich (* 1959), deutscher Jazzmusiker
- Paul S. Ulrich (1944–2023), US-amerikanischer Bibliothekar und Theaterwissenschaftler
- Pauline Ulrich (1835–1916), deutsche Hofschauspielerin
- Peter Ulrich (Baumeister) (Peter von Heilbronn, Peter von Pirna; um 1440–1513/1514), deutscher Baumeister
- Peter Ulrich (Gewerke) (1770–1858), deutscher Gewerke und Gutsbesitzer
- Peter Ulrich (Landwirt) (1800–1881), deutscher Landwirt und Bürgermeister, MdL Nassau
- Peter Ulrich (Politiker) (1928–2011), deutscher Politiker (SPD)
- Peter Ulrich (Kybernetiker) (* 1938), deutscher Kybernetiker
- Peter Ulrich (Ökonom) (* 1948), Schweizer Wirtschaftsethiker
- Peter Ulrich (Theologe) (* 1953), deutscher Theologe und Domprediger
- Peter Ulrich (Musiker) (* 1958), britischer Musiker
- Peter Ulrich-Pur (1931–2007), österreichischer Präsident des Fechtverbandes (1971–1987)
- Philipp Adam Ulrich (1692–1748), Rechtsgelehrter

#### R
- Rainer Ulrich (1949–2023), deutscher Fußballspieler
- Reiner Georg Ulrich (* 1974), deutscher Veterinärmediziner, Pathologe und Hochschullehrer
- Reinhold Ulrich (1861–1940), deutscher Architekt und Bauunternehmer
- Renato Ulrich (* 1983), Schweizer Freestyle-Skisportler
- Richard Ulrich (* 1942), deutscher Spieleautor
- Rita Knobel-Ulrich (* 1950), deutsche Autorin und Filmemacherin
- Robert Ulrich (1888–1952), deutscher Diplomat
- Roland Ulrich (1913–1971), französischer Radrennfahrer
- Rolf Ulrich (Kabarettist) (1921–2005), deutscher Kabarettist
- Rolf Ulrich (Diplomat) (* 1951), deutscher Diplomat
- Rolf Ulrich (Psychologe) (* 1951), deutscher Psychologe und Hochschullehrer
- Rudolf Ulrich (Politiker) (1873–1960), deutscher Politiker (Zentrum), MdL Baden
- Rudolf Ulrich (1922–1997), deutscher Schauspieler und Synchronsprecher
- Rudolf Ulrich (Filmhistoriker) (* 1929/1930), österreichischer Kaufmann und Filmhistoriker
- Rudolph Ulrich (1819–1905), deutscher Verwaltungsjurist

#### S
- Sarah Ulrich (* 1988), deutsche Schauspielerin
- Silke Ulrich (* 1987), deutsche Mountainbikerin
- Simone Ulrich (geborene Karn; * 1978), deutsche Schwimmerin, siehe Simone Weiler
- Skeet Ulrich (* 1970), US-amerikanischer Schauspieler
- Stefan Ulrich (Journalist) (* 1963), deutscher Journalist und Schriftsteller
- Stefan Ulrich (Wasserspringer) (* 1976), deutscher Wasserspringer
- Steffen Ulrich-Lynge (* 1956), grönländischer Politiker (Siumut), Ingenieur und Beamter
- Stephan Ulrich (* 1974), deutscher Jurist, Moderator, Unternehmensberater und Autor
- Susi Ulrich-Bochsler (* 1945), Schweizer Anthropologin und Medizinhistorikerin
- Sylvia Ulrich (* 1943), deutsche Drehbuchautorin und Schauspielerin

#### T
- Theodor Ulrich (Unternehmer) (1790–1871), deutscher Montanunternehmer
- Theodor Ulrich (Mykologe) (1877–1964), österreichisch-deutscher Apotheker und Mykologe
- Theodor Ulrich (Archivar) (1901–1978), deutscher Archivar
- Theodor Ferdinand Ulrich (1825–1896), deutscher Metallurg, Beamter und Politiker (Zentrum)
- Thomas Ulrich, Pseudonym von Reinhard Hauschild (Offizier) (1921–2005), deutscher Offizier, Journalist und Schriftsteller
- Thomas Ulrich (Bergsteiger) (* 1967), Schweizer Bergsteiger, Fotograf und Autor
- Thomas Ulrich (Boxer) (* 1975), deutscher Boxer
- Thomas Ulrich (Schauspieler), deutscher Schauspieler
- Tomas Ulrich (* 1958), US-amerikanischer Cellist und Komponist
- Torben Ulrich (1928–2023), dänischer Tennisspieler

#### U
- Ulrike Ulrich (* 1968), deutsche Schriftstellerin
- Ursula Ulrich (1911–nach 1982), deutsche Schauspielerin
- Ursula Ulrich-Vögtlin (* 1947), Schweizer Politikerin
- Uschi Ulrich (* 1959), österreichische Tennisspielerin
- Uwe Ulrich (* 1962), deutscher Gynäkologe und Hochschullehrer

#### V
- Volker Ulrich (* 1958), deutscher Wirtschaftswissenschaftler und Hochschullehrer

#### W
- Walter Ulrich (Eishockeyspieler) (1912–1965), tschechoslowakischer Eishockeyspieler
- Walter Ulrich (Politiker) (* 1939), österreichischer Politiker (SPÖ)
- Wassili Wassiljewitsch Ulrich (1889–1951), sowjetischer Jurist und Offizier
- Werner Ulrich (Zoologe) (1900–1977), deutscher Zoologe.
- Werner Ulrich (Kanute) (* 1940), deutscher Kanute
- Werner Ulrich (Sozialwissenschaftler) (* 1948), Schweizer Sozialwissenschaftler, Philosoph und Hochschullehrer
- Werner Ulrich (Fahrsportler) (* 1959), Schweizer Fahrsportler
- Wilhelm Ulrich (Gouverneur) (um 1604–1661), schwedischer Gouverneur
- Wilhelm Ulrich (Ministerialbeamter) (1817–1872), deutscher Ministerialbeamter und Politiker (Zentrum)
- Wilhelm Ulrich (Geistlicher) (1827–1884), deutscher Theologe und Pfarrer
- Wilhelm Ulrich (Architekt) (1890–1971), deutscher Architekt
- Wilhelm Otto Cornelius Alexander von Ulrich (1810–1891), russischer Offizier und Gouverneur
- Winfried Ulrich (Leichtathlet) (* 1940), deutscher Leichtathlet
- Winfried Ulrich (* 1941), deutscher Germanist und Sprachwissenschaftler
- Wolf-Christian Ulrich (* 1975), deutscher Journalist und Moderator
- Wolfgang Ulrich (Manager) (* 1939), österreichischer Bankmanager
- Wolfgang Ulrich (Maler) (1950–2016), deutscher Maler und Grafiker
- Wolfgang Ulrich (* 1967), deutscher Kunsthistoriker und Kulturwissenschaftler, siehe Wolfgang Ullrich (Kunsthistoriker)